# Shuddhadvaita

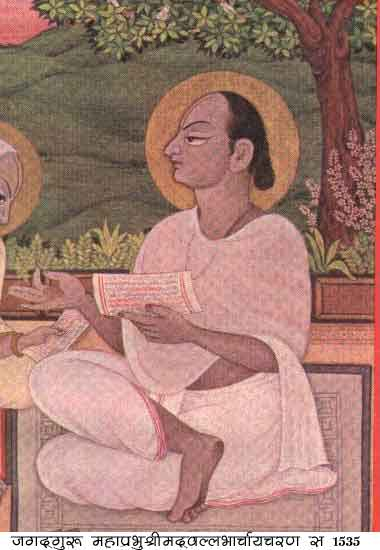
Vallabhacharya, che propose la filosofia Shuddhadvaita

La Shuddhadvaita (Sanscrito: śuddhādvaita, "non dualismo puro") è la filosofia del monismo proposta da Vallabha (1479-1531), filosofo e guru fondatore del Vallabhā Sampradāya ("tradizione di Vallabha") o Puśtimārg ("via della grazia"), una tradizione induista vaishnava incentrata sul culto di Krishna. Si tratta della forma di non-dualismo elaborata da Vallabhacharya, distinta dalla scuola Advaita Vedānta. Il tempio di Shrinathji a Nathdwara e le composizioni degli otto poeti Aṣṭachap sono centrali per il culto dei seguaci di questa tradizione.

## Luogo d'origine
Anche se la tradizione ebbe origine nei pressi di Vrindavan, nell'attuale stato indiano dell'Uttar Pradesh, in epoca moderna i seguaci della Shuddhadvaita sono concentrati principalmente negli stati del Rajasthan e del Gujarat.

## Argomenti principali
Nell'antica tradizione vedica, incentrata sulla conoscenza e comprensione della realtà, il tema centrale è l'esperienza della Suprema Entità o Brahman. I Veda (antichissima raccolta in sanscrito vedico di testi sacri dei popoli arii) contengono riferimenti alla natura non duale (advaita) di Brahman. Tuttavia, a seconda dell'interpretazione dei versi da parte degli studiosi e delle scuole filosofiche, tale natura può essere letta anche in chiave duale (dvaita). Questa pluralità di interpretazioni ha dato origine a diverse tradizioni filosofiche nella storia indiana.
- Advaita vāda di Adi Shankara
- Vishishtadvaita vāda [3] di Ramanuja
- Dvaita vāda o Bhedavāda [4]  di Madhvacharya
- Dvaitādvaita vāda [5] di Nimbarka
- Shuddhadvaita vāda di Vishnuswami [6] , reso popolare da Vallabhacharya
- Achintya Bhedābheda vāda [7] di Chaitanya Mahaprabhu [8]

## Vallabhacharya
Vallabhacharya (7 maggio 1478 – 7 luglio 1530) fu un filosofo e teologo vaishnava indiano, fondatore del ramo devozionale Puṣṭimārga (sentiero della grazia) e promotore della filosofia del Śuddhādvaita. Distintosi fin da giovane con il titolo di ācārya, vinse dibattiti contro studiosi della scuola advaita.

### Mantra di Iniziazione
Nel 1494, secondo la tradizione, giunto a Gokula , ricevette da Kṛṣṇa il mantra Brahmasambandha  e lo trasmise al suo primo discepolo, Dāmodaradāsa Harasānī , dando così inizio al Puṣṭimārga, o Via della Grazia. Ancora secondo la tradizione, in visita al Govardhan, Vallabhacharya identificò un’immagine sacra di Kṛṣṇa (nota come Devadāman o Śrī Nāthajī) scolpita nella roccia. A partire da questa scoperta promosse il culto presso il luogo e incaricò Rāmdās Chauhān  di iniziare la venerazione; nel 1499 fu avviata la costruzione di un tempio dedicato. La formula di otto sillabe śrī kṛṣṇaḥ (“Śrī Kṛṣṇa è il mio rifugio”) venne in seguito trasmessa ai nuovi iniziati della Vallabh Sampradaya. Sempre secondo la tradizione, la recitazione del nome divino consente al devoto di purificarsi da tutte le impurità dell’anima (doṣas).

## Filosofia
La scuola del Śuddhādvaita (“non-dualismo puro”) fondata da Vallabhacharya afferma l’identità essenziale tra l’“essenza” del sé individuale e Dio. Non esiste una reale differenza ontologica tra i due; tuttavia, a differenza della scuola advaita di Śaṅkara, Vallabhacharya non considera il mondo illusorio né attribuisce l’esistenza dell’individuo all’avidyā (ignoranza). Secondo Vallabha, l’anima non è un riflesso o una manifestazione limitata del Supremo (Satcitananda ), ma è essa stessa Brahman nella sua natura autentica. L’anima agisce sia come soggetto agente sia come fruitore delle azioni. Pur avendo dimensioni atomiche, la sua coscienza pervade l’intero corpo, analogamente al profumo del sandalo che si diffonde senza che si veda direttamente il legno.
A differenza della scuola advaita, il mondo non è considerato irreale, poiché la Māyā non è illusione ma un potere di Īśvara (il Signore). Egli non è soltanto il creatore dell’universo, ma è l’universo stesso. Vallabhacharya cita il racconto della Bṛhadāraṇyaka Upaniṣad, secondo il quale il Brahman desiderò diventare molteplice e si manifestò come la moltitudine delle singole anime e del mondo. Pur non essendo percepibile direttamente, il Brahman si rende conoscibile attraverso la sua manifestazione nel cosmo.
Per Vallabhacharya la Bhakti (devozione a una divinità personale) costituisce il mezzo principale di salvezza, sebbene anche la jñāna (conoscenza spirituale) sia riconosciuta come ausilio. I karma precedono la conoscenza del Supremo e rimangono presenti anche dopo il suo conseguimento; gli esseri liberati continuano infatti a compiere azioni. Tuttavia, l’obiettivo supremo non è la mukti (liberazione), ma il servizio eterno (seva) a Kṛṣṇa e la partecipazione alle sue attività nella dimora divina di Vṛndāvana. Vallabhacharya distingue la coscienza trascendente del Brahman nella forma del Puruṣottama (l’Essere supremo) e pone grande enfasi su una vita di amore e devozione incondizionata verso Dio.
Nelle tradizioni filosofiche vedantiche è consueto descrivere la relazione tra l’Entità Suprema (Brahman) e il mondo. Nel sistema dello Śuddhādvaita Vedānta  (o Brahmavāda) di Vallabhacharya, l’Unico Supremo è l’unica realtà fondamentale. Tutto ciò che esiste procede da esso al momento della creazione, non è distinto da esso durante la manifestazione e ritorna ad esso al momento della dissoluzione. Le altre due categorie riconosciute, le anime individuali (jīva) e gli oggetti inanimati (jada), sono rispettivamente parti e modificazioni di Brahman: le anime ne sono parti in quanto condividono in misura limitata le qualità essenziali della coscienza e della gioia, mentre gli oggetti inanimati ne costituiscono modificazioni, poiché in essi tali qualità risultano assenti.

### Tutto è Līlā di Krishna
In accordo con il Vaiṣṇavismo, una delle tre principali correnti devozionali dell'Induismo moderno, Kṛṣṇa nella sua forma di "Satcitananda"   è considerato l’Assoluto supremo, Svayam Bhagavan   In questa forma egli risiede nel Goloka, una dimora trascendente situata oltre il Vaikuṇṭha (la dimora celeste di Viṣṇu), oltre Satyaloka (la dimora di Brahmā) e Kailāsa (la dimora di Śiva). Secondo questa tradizione, l’attività primaria di Kṛṣṇa non è la creazione cosmica, ma il suo eterno Līlā (gioco divino), attraverso il quale si manifesta nella sua relazione amorosa con i devoti.

### Sentiero della beatitudine nel Kali Yugaa
I seguaci di Vallabhacharya sostengono che, per ottenere la moksha e la beatitudine offerta da Śrī Kṛṣṇa , l’unico mezzo efficace sia la Bhakti. 
Nel Kali Yuga, si ritiene che le forme di bhakti tradizionali menzionate nelle Scritture siano difficili da praticare. Per questo motivo, i seguaci di Vallabhacharya raccomandano la **Pushti Bhakti**, considerata sia come scopo sia come pratica integrata, che conduce alla moksha, alla gioia e all’unione con Śrī Kṛṣṇa. L’unità con Śrī Kṛṣṇa può essere raggiunta mediante la fede sincera e l’amore devoto, supportati dalla recitazione del mantra Brahmasambandha. 

### Atma-nivedana
Questa forma di bhakti consiste nel dedicare corpo, cuore e anima alla causa di Dio ed è considerata la massima espressione di ciò che nelle Scritture viene definito atma-nivedana (rinuncia di sé), una delle nove forme di bhakti (Navadha Bhakti). Si tratta della devozione in cui il devoto adora Dio non per ricompensa o benefici personali, ma secondo la propria volontà e amore spontaneo. Un devoto così consacrato, secondo la tradizione, raggiunge il Goloka dopo aver lasciato il corpo terreno e vive nella beatitudine eterna, godendo della compagnia e dei doni del Signore. La liberazione dalla schiavitù materiale e l’accesso al Goloka sono quindi possibili solo attraverso la grazia di Dio.

### Aṣṭachāp
Nel 1602, Vitthalnath (noto anche come Gusainji), figlio di Vallabhacharya, ideò un progetto per continuare l’insegnamento del padre. Selezionò otto dei migliori poeti-discepoli della setta Puṣṭimārga ("via della grazia") fondata dal padre: quattro tra quelli discepoli di Vallabhacharya (Surdas, Krishna Dās , Payahari e Parmānanda ) e quattro tra i propri (Chaturbhuj Das  , Chhitswami,  Nand Das  e Govind Das ). Questi poeti furono conosciuti come gli "Aṣṭachāp" ("Otto sigilli"). Essi scrissero prevalentemente in Braj Bhasha, il dialetto utilizzato nella poesia devozionale dedicata a Kṛṣṇa. Il più importante tra loro fu Sūrdās, il cieco poeta di Agra.

## Shuddhadwait Martand
Il Shuddhadwait Martand è un'opera filosofica della tradizione Puṣṭimārga   che espone i principi della Shuddhādvaita, o "non-dualismo puro". La scuola afferma l'identità essenziale tra l'anima individuale (Ātman) e il Supremo (Brahman), identificato con Śrī Kṛṣṇa. Nel contesto della Shuddhādvaita, le anime individuali sono considerate parti di Brahman, poiché condividono in misura limitata le qualità essenziali della coscienza (cit) e della gioia (ānanda), mentre gli oggetti inanimati sono modificazioni di Brahman, poiché in essi tali qualità risultano assenti.  termine "Martand" significa "Sole", indicando che l'opera è una fonte di luce che illumina la comprensione della filosofia Shuddhādvaita. L'opera costituisce quindi un testo fondamentale per i seguaci della tradizione Puṣṭimārga, fornendo la base filosofica per la pratica devozionale e la comprensione della relazione tra l'individuo e il divino.